# لب ورق

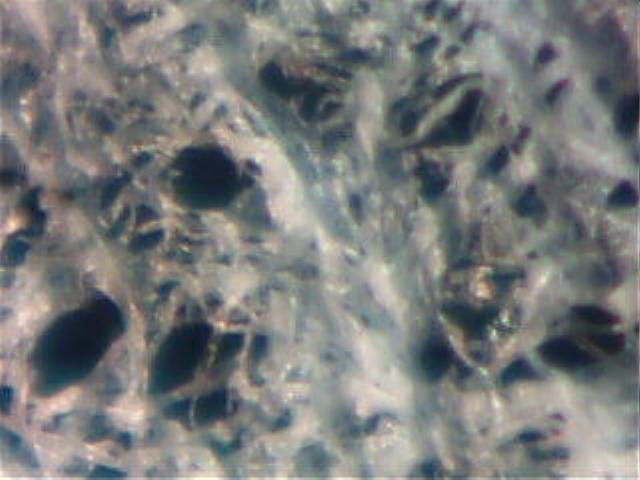
صورة مكبرة لألياف لب الخشب في منديل ورقي

لُبّ الورق (أو لب الخشب أو اللب الورقي) هي مادة ليفية جافة محضرة كيميائياً أو ميكيانيكياً عن طريق فصل الألياف التي يتكون منها الخشب.
قد يكون اللب إما طرياً أو على شكل صفائح قاسية. يستخدم اللب القاسية عند النقل بين مطحنة اللب pulp mill إلى مطحنة الورق paper mill. يطلق على الب الخشبي الذي يباع دون أن تحول إلى منتجات ورقية اسم اللب التجارية. عندما يوضع اللب في الماء فإن الألياف ترتخي وتصبح أكثر طراوة. من الممكن وضع هذه الألياف على لوحة من أجل تشكيل شريحة ورقية والذي هو الاستخدام الأكثر للب الخشب. يستخدم لب الخشب في صناعة الورق، و المناديل، وغيرها من المنتجات الورقية و الكرتونية.

## صناعة لب الورق

### الطريقة الميكانيكية
•تتلخص في تحويل الخشب أو المادة الخام الموجودة إلى ألياف ورقية (لب) بطريقة ميكانيكية بحتة
•وبدأت هذه الطريقة في الاستخدام في سنة 1869 م
الخطوات:
•في هذه الطريقة يدفع الخشب أحيانا دون إزالة القلف في طواحين خاصة لهرسها في وجود تيار مائي أو بخار ماء ويمكن التحكم في نوع وشكل درجة الهرس ودرجة النعومة للمنتج بالتحكم في نوع وشكل سطح الطواحين.
•وبعد هذه العملية يغسل اللب وتتم تصفيته في مصفاة لإزالة الأجزاء الكبيرة منه، وفي هذه الطريقة لا يفقد الخشب سوى جزءاً بسيطاً منه وهو الجزء القابل للذوبان المباشر في الماء الساخن خلال عملية الغسيل.
•ثم يمرر بعد ذلك اللب على شبكة سلك متحركة في ماكينة الورق حيث يتخلص في هذه المرحلة من الماء الزائد والذي يطرد تدريجيا تاركا المواد الصلبة من اللب منتشرة ومرتبطة ببعضها البعض في صورة شبكة منبسطة على شبكة السلك ويسمى في هذه الحالة غزل الورق أو نسيج الورق.
•يقوى هذا النسيج المبتل من الألياف بتمريره على سير من اللباد ثم يمر على عدد كبير من الاسطوانات (الدرافيل) الصلب الناعمة والتي يتم التحكم في قوة ضغطها ودرجة حرارتها حيث تنزع الكمية المتبقية من الماء الزائد من نسيج الألياف حيث نحصل بعدها على سطح ناعم من الورق في نهاية عملية التصنيع .
•بعدها تقطع هذه اللفة الضخمة من الورق على حسب الاستخدام.
•ويقدر الفاقد من المادة الخام في هذه الطريقة بحوالي من 5 إلى 10 % فقط
المميزات:
•ويمتاز اللب الناتج بهذه الطريقة بأنه :.
•منخفض التكلفة، ضعيف، غير نقي، ومختلط بالشوائب، لا يتميز بخصائص بصرية وميكانيكية مرتفعة. مما يجعله ضعيف المقاومة لعوامل التلف المختلفة. وسريع التلف وغير مستديم. ونادر ما يستعمل في صناعة الأوراق الهامة. واللب الناتج يكون معتم ويمتص الماء بسهولة ويتلف بمرور الوقت.
•حيث يحتوي على كثير من المواد غير السليولوزية مثل المواد الراتنجية واللجنين وغيرها والتي تربط بين ألياف الخشب وبعضها.
•ويستخدم اللب الميكانيكي وحده أو مخلوطاً مع اللب الكيميائي في صناعة ورق الجرائد والورق الرخيص وورق الحائط وورق الكرتون وخلافه.
•وورق الصحف يحتوي غالبا على 80% لب ميكانيكي، 20% لب كيميائي
•والنسبة العالية من اللب الميكانيكي في ورق الصحف تزيد من عتامة الورق وبالتالي من قابليته للطباعة.؟

### الطريقة الكيموميكانيكية أو العجينة نصف الكيميائية
•الغرض من استخدام هذه الطريقة لصناعة اللب هو الحصول على نسبة أعلى من اللب النقي وتكون نسبة جودته أعلى وأفضل من اللب الميكانيكي.
و هذه الطريقة هي عملية خلط بين اللب المصنع ميكانيكيا واللب المصنع كيميائيا وتتراوح نسبة اللب الكيميائي في هذه الطريقة إلى ما يقرب من 15 – 50 % إلى هذه الألياف المحضرة بالطريقة الميكانيكية.
الخطوات:
ويتم خلالها تليين المادة النباتية أولا بواسطة المعالجة الكيميائية ثم الميكانيكية.
•والخطوة الأولى في هذه الطريقة أن يطبخ آو يطهى الخشب المبشور بإحدى الطرق الكيميائية المعروفة (الصودا – الكبريتات – السلفيت).
• للحصول على درجة متوسطة بإزالة جزء بسيط من المواد غير السيلولوزية – وفي الخطوة التالية يتم هرس البشر النصف مطبوخ في منعمات أسطوانية أو طواحين خاصة.
مميزات اللب الناتج عن الطريقة الكيمو ميكانيكية
•واللب الناتج من هذه العملية داكن اللون ضعيف نسبياً وصعب التبييض.
•ويستخدم في صناعة الأنواع الرديئة من ورق التغليف والكرتون.
•ويتم خلالها تليين المادة النباتية أولا بواسطة المعالجة الكيميائية ثم الميكانيكية.
•وتعتبر عجينة الورق المحضرة باستخدام الطريقة الكيميائية هي أكثر العجائن كفاءة يتبعها العجينة نصف الكيميائية بينما تكون العجينة المحضرة بالطرق الميكانيكية هي أقله كفاءة.
•ويلي عملية تحضير العجينة عدة عمليات مثل:.
•التبييض :. لإعطاء الورق اللون الأبيض ولإزالة ما يلصق بالورق من مواد ملونة وشوائب وذلك باستخدام كلوريت الصوديوم أو فوق أكسيد الهيدروجين (ماء الأكسجين) والهيبوكلوريت.
•وتتم عملية التبييض للب المنقى أثناء مرحلة الضرب تليه عملية الغسيل وعادتا تتم على عدة مراحل.
•وبعد ذلك تأتي عملية التلوين وقد تكون الصبغة الملونة عضوية أو غير عضوية وتقاس قوة الصبغة بزوالها أو بهتانها عند تعرضها للشمس ويمكن خلط الصبغات بعضها ببعض لكي تعطي ألوان كثيرة.
• ثم تجري عملية الضرب ميكانيكيا وعملية الضرب ذات أهمية كبرى في صناعة الورق حيث تساعد على ارتباط الألياف عن طريق زيادة مساحة السطح المعرض للارتباط بين الألياف وتزيد من معظم الخصائص الميكانيكية للألياف فهي تزيد من مرونتها وبالتالي تزيد من كفاءة الورق المنتج وقوة الانفجار وقوة الشد وقوة الثني.
•كما تتم عملية حشو لملئ الثقوب بين الألياف حتى يصبح صالحا للكتابة ويتم ذلك بنوع معين من الطفلة أو كبريتات الكالسيوم أو كربونات الكالسيوم (الطباشير) أو ثاني أكسيد التياتنيوم أو الباريوم أو بودرة التلك وذلك لزيادة عتامة الورق وزيادة وزنه وتعديل خصائصه مما يجعله ملائما لعملية الطباعة والكتابة أعلاه كما سبق ذكره.
•وقد استخدمت قديما بعض المواد الأخرى في هذا المجال مثل النشا أو الجيلاتين أو الغراء الحيواني وفي فترة من الفترات استخدمت الشبة وهذه المواد الأخيرة استخدمت في عمليات التجهيز السطحي للأوراق.

### الطريقة الكيميائية
تعرف الطريقة الكيميائية لتحضير اللب بأنها الطريقة التي يتم فيها فصل الألياف بعضها عن بعض وذلك للتخلص من المواد الشائبة من الألياف بواسطة المعاملة الكيميائية للمادة الليفية.
ولذا تسمى هذه الطريقة بطريقة الطهي أو الطبخ لأنها تشبه طهي الطعام حيث تطبخ الألياف مع بعض المواد الكيميائية في وجود الحرارة والضغط معا وذلك بهدف فصل الألياف دون إتلافها.
•وتتم هذه العملية في محامص خاصة تختلف أنواعها حسب المادة الخام المستعملة حيث تضاف المادة الخام والمواد الكيميائية ثم تسخن بواسطة بخار الماء في درجة حرارة عالية وتحت ضغط معين لمدة محدودة.
•وتختلف هذه الظروف باختلاف المادة الخام المستعملة أو نوع وجودة اللب المطلوب.
•ومع الأخذ في الاعتبار أن ألياف السيليلوز هي المادة الأساسية في تصنيع الورق وتتباين خصائص ألياف الورق تباينا ملحوظا في خصائصها المختلفة البصرية والفزيائية والكيميائية باختلاف مصدر هذه النباتات.
•وتترابط هذه الألياف مع بعضها البعض في النباتات بمواد رابطة تتألف أساسا من اللجنين ولا بد عند صناعة الورق من إزالة هذه المواد وذلك بإضافة مواد كيميائية تتفاعل مع اللجنين دون أن تتلف الألياف (السيليلوزية وهي المادة الأساسية في صناعة الورق) حيث تحول اللجنين من مادة متفاعلة وغير ذائبة إلى مادة قابلة للذوبان في الماء وهذا ما يعرف بالطريقة الكيميائية في صناعة الورق.

### طريقة الصودا (الطريقة القلوية)
•اكتشف وات وبرجز هذه الطريقة في لندن سنة 1851م حيث تم معالجة قش الأرز بمحلول هيدروكسيد الصوديوم NaOH بعد تقطيعه بنسبة تتراوح بين 18-24% من وزن القش أو غيرة من الخامات السليلوزية تحت درجة حرارة عاليه.
•يتم تجهيز اللب تحت تأثير الصودا الكاوية (هيدروكسيد الصوديوم)
•وتتم هذه الطريقة بتقطيع خام الورق (من الأجزاء النباتية) إلى قطع صغيرة وتوضع في جهاز غليان تحت ضغط مرتفع بعد إضافة الصودا الكاوية.
•ويتم الطبخ تحت درجة حرارة عالية وضغط مرتفع ولكن اقل من الطرق الأخرى.
•ومن المعروف أن هذه الطريقة تستخدم في معالجة الأخشاب ذات الألياف القصيرة والتي لا تستلزم نظافة الخشب قبل طبخه حيث أن الصودا الكاوية ذاتها تنظف الخشب فتذيب الدهون والراتنجات كذلك تذيب أي أجزاء متعفنة بالخشب
•(حيث أن المواد الدهنية والراتنجات تتصبن بفعل الصودا الكاوية فتتحول إلى مواد ذائبة في الماء).
•ولكن اللجنين يذوب بصعوبة أثناء الطبخ حيث تتفاعل مجموعة الفينول باللجنين مع الصودا الكاوية لتكون الملح الصوديومي للجين وهو يذوب في الماء ويمكن فصله وإزالته. وكذلك الهيمسيلولوز يذوب في المحلول القلوي.
وتذيب الصودا الكاوية الدهون والراتنجات بالتصبن حسب المعادلة الاتية :
•	CH2-COOR CH2-OH
•	CH2-COOR + 3NaOH CH2-OH +3NaCOOH
•	CH2-COOR CH2-OH
الخواص
•ألياف قصيرة.
•ورق ضعيف ولكن بدرجة عالية من الليونة وبدرجة عالية للتشرب وذو سطح ناعم.
•قوة انفجار هذا الورق قليلة حيث تقل بنسبة 50%
الاستخدامات:
•يستخدم اللب القلوي عادة في صناعة الأنواع الرديئة من الورق المستعمل في اللف والكرتون – وهناك طريقة قلوية تستخدم فيها بدلاً من الصودا الكاوية لبن الجير (كربونات الصوديوم) وتستعمل هذه الطريقة الأخيرة في تجهيز لب الورق من القش والخرق القماشية.
•و تعتبر من الطرق الاقتصادية حيث يمكن إعادة استخدام المادة الكيميائية الفعالة مرة أخرى بعد عملية الطبخ.
•ب- طريقة الكبريتات (لب الكرافت) Sulphats Process
•أكثر الطرق انتشارا في الوقت الحاضر ويستعمل فيها أي نوع من أنواع الخشب الصلبة أو اللينة. كما يمكن استخدامها مع أي خامات غير خشبية.
•وهذه الطريقة اشتقت من طريقة الصودا واكتشفت بواسطة الكيميائي الألماني داهل سنة 1884م
•وكلمة كرافت كلمة ألمانية تعني القوة وهي تعبر عن اللب الناتج من المعالجة بهذه الطريقة حيث يتميز بالمتانة العالية.
•تتم في هذه الطريقة إضافة مخلوط من هيدروكسيد الصوديوم وكبريتيد الصوديوم Sodium sulphid تشبه هذه الطريقة طريقة الصودا ولكن يستبدل جزء من هيدروكسيد الصوديوم بواسطة كبريتيد الصوديوم وبالتالي تقل القلوية وهذه الطريقة بالطبع تخفض نسبة تكسير ألياف السليولوز degrading effect on cellulose .
•في هذه الطريقة تتم إزالة الكثير من الزيوت والأصماغ والراتنجات الموجودة في الخشب.
•ويشمل التفاعل في هذه الطريقة التحلل المائي للجنين ونتيجة لذلك تنتج مواد ذات رائحة كريهة وهي ما تميز للب الكرافت.
•	تتلخص طريقة تحضير لب الكرافت في الخطوات التالية :
•تجهيز قطع الخشب وإزالة القلف وبشرها في مباشر مع التكرار.
•فرز الخشب المبشور ونقله إلى المحامص عند درجة حرارة من 170 م إلى 175 م. ولمدة تصل إلى ثلاثة ساعات.
•طبخ الخشب المبشور في الحامض.
•غسل اللب المطبوخ وفصله بتصفيته عن السائل الأسود.
•تنقية اللب وغربلته.
•بعد ذلك تبييضه Bicaching باستعمال ثاني اكسيد الكلورين ثم كلوريت الكالسيوم وذلك لإزالة الصبغة المتكونة من مادة التانات الموجودة بالخشب.
•تم يغسل اللب ويعاد ويكون جاهز لعملية التصنيع وتجفيفه.
•استرجاع المواد الكيماوية من السائل الأسود بعد حرق المواد العضوية ويمكن إعادة استخدامه مرة أخرى.
•يتم التفاعل الكيميائي في هذه الطريقة كما يأتي :
•بإضافة كبريتيد الصوديوم يتحلل في الوسط مائياً معطياً هيدروسلفيد الصوديوم وهيدروسلفيد الصوديوم بجانب أنه ملطف لتأثير الصودا الكاوية وبالتالي يقلل من تأثيرها المحلل لألياف السليولوز يتفاعل هيدروسلفيد الصوديوم مع اللجنين مكون الثيولجين.
•	Na2S + H2O NaOH + NaSH
• N H
•	L- C -O + NaSH L- C –OH
•ونظراً لأنه بتفاعل هيدروسلفيت الصوديوم مع مجموعة كربونيل التي هي السبب في التجمع الذاتي لجزيئات اللجنين Self Condensation وبالتالي فأنها تزيد من فرصة ذوبان اللجنين في مرحلة الطبخ Cooking حيث أنه من البديهي أن ذوبان الجزيئات غير المتجمعة أسهل من ذوبان الجزيئات المتجمعة وبهذا فإن هذا التفاعل يقلل من الفترة اللازمة لتجهيز اللب Pulping time reduced .
•تسمية عملية الكبريتات جاءت من أنه تضاف كبريتات الصوديوم Sodium sulphate إلى اللب بعد نهاية التفاعلات لمعادلة الوسط.
•وتساعد هذه العملية على الاحتفاظ بمتانة الألياف وهي تصلح مع أشجار الصنوبر والأشجار الراتنجية.
•واللب الناتج لونه بني ويصعب تبيضه مقارنة مع لب الصودا أو الكبريتيت ولذا يصنع منه ورق تعبئة الاسمنت لأنه يمتاز بخصائص ميكانيكية قوية مثل الشد والطي والتمزق....
•ويمتاز اللب المحضر بطريقة الكرافت.:
•بطول أليفه عن مثيله المحضر بطريقة السلفيت نظراً لأن لب الكرافت يستخدم في تصنيع الورق الذي يتحمل تحملاً وإجهادا كبيراً كما هو في حالة ورق أكياس الأسمنت والأسمدة
•في حين أن الورق الناتج من لب طريقة السلفيت يستعمل في أغراض الطباعة والكتابة

### ج - الطريقة الحامضية (طريقة الكبرتيت)
•ومكتشف هذه الطريقة بنجامين بأمريكا سنة 1861م،
•وتأسس أول مصنع لإنتاج لب السلفيت في السويد سنة 1874م.
•حيث يستعمل في هذه الطريقة حمض الكبرتوز وبيكبرتيت الكالسيوم في هذه الطريقة تعالج المواد النباتية عند درجة حرارة عالية وضغط عالي بواسطة محلول مائي يحتوي على بيكبرتيت الكالسيوم وزيادة من ثاني أكسيد الكبريت.
•يتم تحضير وسط التفاعل كما يأتي :
•يتم حرق الكبريت إلي ثاني أكسيد الكبريت الذي يمر في ماء الجير أو كربونات الكالسيوم والماغنسيوم وبذلك تتكون المادة
الفاعلة وهي كبريتيت الكالسيوم والماغنسيوم.
•كما يبلغ تركيز ثاني أكسيد الكبريت الكلي في المحلول إلي 3.5 - 6.2 %
•ويلاحظ أن العامل الفاعل في هذه العملية هو ثاني أكسيد الكبريت الحر والذي يزيل اللجنين ويحلل جزء من السليولوز كما أن ثاني أكسيد الكبريت المرتبط علي هيئة كبرتيت الكالسيوم يمنع تجمع اللجنين خلال عملية التجهيز اللب وبالتالي يسهل إزالته.
•بعض الهيميسلولوز يتحلل بواسطة حمض الكبرتوز كذلك يتم إزالة اللجنين حيث يتفاعل ثاني أكسيد الكبريت مع المجموعات الكحولية والكربونيل باللجنين مكونين حمض اللجنو سيلفونك القابل للذوبان في المحلول.
•وهذا الحمض له قابلية التجمع غير العكسية لذلك وجود كبرتيت الكالسيوم يمنع تجمعه وبالتالي يسهل إزالة.
•ويمكن أن نحصل على الكبريت من تحميص خام البيريت FeS2
•حسب المعادلة الآتية
•	FeS2 + 2O2 2SO2 + Fe
•ويفضل استخدام أملاح الماغنسيوم بدلا من الكالسيوم لان من عيوب أملاح الكالسيوم :.
•انهي شحيحة الذوبان في الماء.
•ولا يمكن استرجع غاز SO2 منها.
•وتميل إلى الترسيب.
•وتسبب انسداد أنابيب برج الطبخ .
•كما انه يمكن استخدام هيدروكسيد الماغنسيوم بدلا من ماء الجير أحيانا ويحصل عليه حسب المعادلة الآتية
•	MgO +H2O Mg [OH]2
•تتم عملية الطبخ بعد تجهيز الخشب بالطريقة السابق ذكرها.؟
•ويتم الطبخ السريع لمدة 7 – 9 ساعات عند درجة حرارة 145 – 160ْ م. ويمكن أن تصل إلى حوالي 170م.
•عند درجة حموضة PHمن 1 : 2 درجة.
•أو الطبخ البطيء لمدة 30 ساعة عند درجة حرارة 125 – 135ْم وفي كلتا الحالتين يبلغ الضغط من 70 – 100 رطل / البوصة المربعة وبذلك يمكن الحصول على أنواع مختلفة من اللب من حيث خواصه.؟
•وفي عملية الطبخ ينشق السليولوز عن اللجنين الذي يكون مع أملاح الكالسيوم أو الماغنسيوم ملحاً يذوب في الماء ويمكن إزالته بالغسيل.
•لا تتأثر المواد الراتنجية تأثيراً ملحوظاً بهذه العملية وهي مواد توجد في الأخشاب بنسبة مرتفعة وتسمى بقار الخشب وتسبب مشاكل انسداد السلك المعدني الهزاز.
•تستخدم طريقة السلفيت بالنسبة للألياف الطولية التي تحتوي على نسبة صغيرة من المواد الراتنجية هذا ويمكن الحصول على لب الكبرتيت أما مبيضاً أو غير مبيض.
خواص للب السلفيت:
•يحتوى على نسبة عالية من المواد الراتنجية (قار الخشب) إذا استعمل الخشب كمادة خام في تحضير اللب.
•يمكن الحصول منه على ورق جيد التكوين إذا كان الطبخ بطيئاً والخام المستعمل أكثر نقاءً (لب القماش مثلاً).
•متوسط القوى وليس له قوة تمزق عالية.
استخدامات لب السلفيت
•اللب الغير مبيض لونه بني ؟ يدخل في صناعة ورق الجرائد والكرتون وورق اللف وبعض أنواع ورق الطباعة.
•اللب المبيض يستخدم غالباً في صناعة ورق الكتابة والطباعة والزخرفة والورق الصحي والورق المانع للدهون والورق المصقول والأنواع الممتازة من الورق اللف وغيرها.